# Truukjes
Truukjes is een rondrit attractie in het Nederlandse attractiepark Toverland en is gemaakt door SBF Rides .

## Geschiedenis
De attractie is geopend in 2001 en ligt in het themagebied Land Van Toos. De attractie heette bij de opening Truckparcours. In 2018 is de naam veranderd naar de huidige naam Truukjes.

## Technische gegevens
Tijdens de rit zitten kinderen in een konvooi van autootjes van het model Convoy Race en maken een rit over het parcours. De attractie heeft een capaciteit van 30 kinderen per rit.
Lijst van attracties in Attractiepark Toverland · Afbeeldingen